# Hirehunakunti, Hungund
Hirehunakunti là một làng thuộc tehsil Hungund, huyện Bagalkot, bang Karnataka, Ấn Độ.